# Louis Moilliet
Louis Moilliet (* 6. Oktober 1880 in Bern; † 24. August 1962 in Vevey) war ein Schweizer Künstler, bekannt als Maler und Glasmaler. Sein expressionistischer Malstil war verbunden mit der Bewegung des Orphismus.

## Leben

### Kindheit und Ausbildung
Geboren als Sohn eines Berufsoffiziers, lernte Moilliet während seiner Schulzeit Paul Klee kennen. Nach der Matura begann er 1898 eine Ausbildung als Dekorationsmaler und besuchte ab 1900 die Gewerbeschule. Nach einem Aufenthalt in der Künstlerkolonie Worpswede, wo er Fritz Mackensen und Paula Modersohn-Becker kennenlernte, setzte er sein Studium in Düsseldorf und Weimar fort und kehrte 1903 nach Bern zurück, wo er mit Klee zusammenarbeitete. Im Jahr 1904 wurde er auf Empfehlung des Bildhauers Hermann Haller in die Meisterklasse von Leopold von Kalckreuth in der Stuttgarter Akademie aufgenommen.

### Erste Studienreisen
Nach einer Studienreise im Jahr 1907 nach Rom folgte 1908 Moilliets erste Reise nach Tunesien. Er kehrte nach Bern zurück und lernte 1909 August Macke kennen, mit dem er bis zu dessen Tod 1914 in einer engen Freundschaft und künstlerischen Beziehung verbunden war. In den Jahren 1909 bis 1910 besuchte er erneut Tunesien.

### Bekanntschaft mit den Malern des Blauen Reiters
Im Oktober 1911 besuchte er Klee in München, traf dort Macke wieder und lernte auch die Maler des Blauen Reiters, Wassily Kandinsky und Franz Marc, kennen. In dieser Zeit entstanden fauvistische Bilder. Erste, wichtige Ausstellungsbeteiligungen in Köln, München und Berlin in der Sturm-Galerie folgten. Moilliet erhielt entscheidende Impulse von Macke; dieser vermittelte ihm auch die Lehre Robert Delaunays.

### Tunisreise mit Klee und Macke
Am 5. April 1914 brach Moilliet mit Paul Klee und August Macke zur legendär gewordenen Tunisreise auf, während der sie sich in ihrer Aquarellmalerei gegenseitig inspirierten. Sie malten gemeinsam im Hafen von Tunis, in Saint Germain (الزهراء, Ezzahra) im Landhaus von Ernst und Rosa Jäggi-Müller, einem mit Moilliet befreundeten Schweizer Arztehepaar, in Hammamet, Sidi Bou Saïd und Kairouan. Ebenfalls 1914 schuf er das als sein Hauptwerk aufgefasste Ölbild Zirkus, das im Kunstmuseum Basel ausgestellt ist.

### Begegnung mit Hermann Hesse
Im Sommer 1920 besuchte er Hermann Hesse im Tessin, dem er als Vorbild für den Maler Louis in Klingsors letzter Sommer diente und für den er Texte illustrierte. Zwischen 1919 und 1921 bereiste er erneut Marokko, Algerien und Tunesien. In dieser Zeit entstand eine grosse Werkgruppe von Aquarellen.

### Aquarellmalerei und Glasmalerei

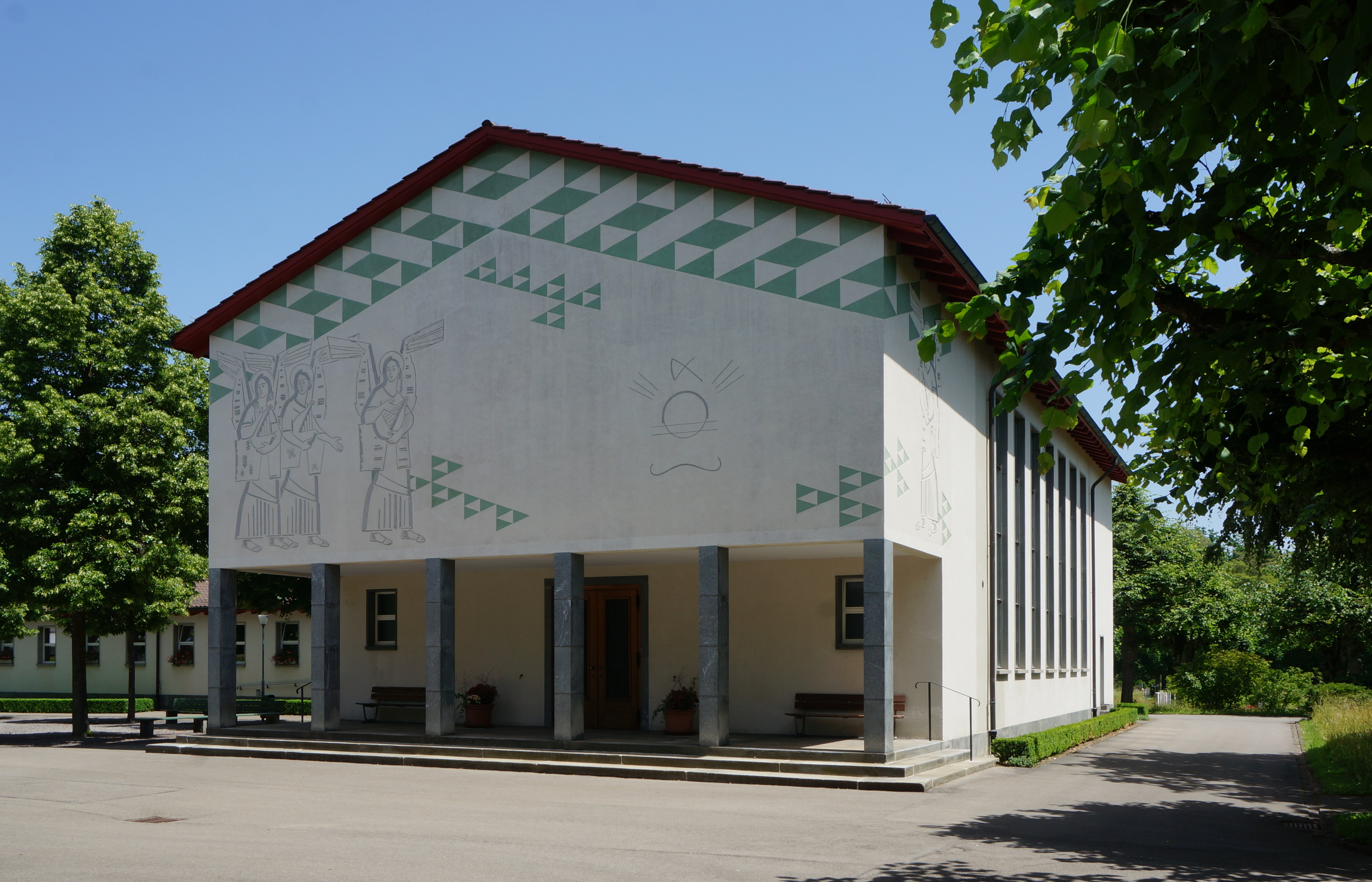
Sgraffito am Schosshaldenfriedhof in Bern, 1939

1923 malte Moilliet sein letztes Ölbild, in der Folge konzentrierte er sich auf die Aquarellmalerei. Er erhielt Aufträge für Glasfenster an der Brückfeldstrasse in Bern, in der Kirche von Bremgarten bei Bern sowie Glasfenster in Luzern. Seit diesem Auftrag für die Fenster der Lukaskirche Luzern, die Moilliet in der Zeit zwischen 1934 und 1936 schuf, wurde die Glasmalerei zur bevorzugten Arbeit der späten Schaffenszeit. 1944 schuf Moilliet die Glasfenster für die Zwinglikirche in Mattenbach bei Winterthur. Die Technische Ausführung der Glasmalerei übernahm L. Halter und Sohn in Bern. 
Ab 1936 malte er auch keine neuen Aquarelle, sondern überarbeitete früher entstandene Werke. Ein Jahr darauf lernte er Kay Oederlin kennen, seine Lebensgefährtin der letzten fünfundzwanzig Jahre. Es folgten Aufträge für ein Sgraffito im Schosshaldenfriedhof in Bern, Glasfenster in Winterthur und der Kapelle des Burgerspitals in Bern.

### Familie
1910 heiratete Moilliet die Pianistin Hélène Gobat; sie zogen für einige Jahre an den Thunersee. 1916 starb Moilliets Frau kurz nach der Geburt des ersten Sohnes Pierre. Am 5. November 1921 wurde Moilliets zweiter Sohn Peter aus der Ehe mit Margaretha Zaeslin geboren. Sie war die frühere Frau von Paul Basilius Barth und hatte die Söhne Heinrich Barth (1907–1958) und Andres Barth (1916–1990). 1926 starb sein Bruder Georges Moilliet in Japan und Moilliet erbte eine beträchtliche Summe. 1940 trennten sich Moillet und Zaeslin ohne sich zu scheiden. In der Folge lebte er mit Kay Oederlin in Corsier-sur-Vevey und ab 1950 in La Tour-de-Peilz, einem Vorort von Vevey, wo er 1962 im Alter von 81 Jahren starb. Seine letzte Ruhestätte fand er im Familiengrab auf dem Friedhof von Bremgarten bei Bern.